# 帕爾奇耶湖

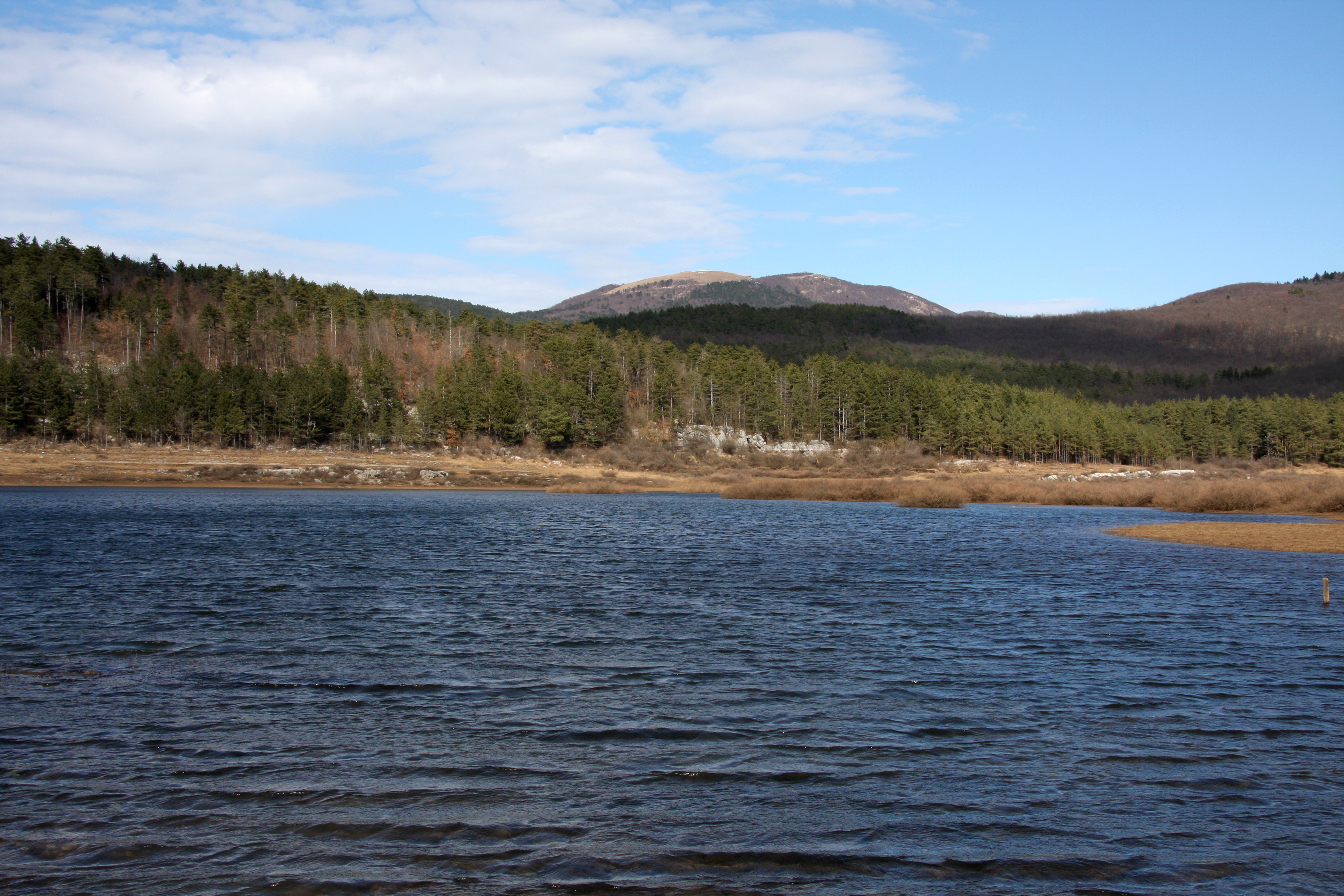

45°41′7.68″N 14°15′14.53″E / 45.6854667°N 14.2540361°E
帕爾奇耶湖，是斯洛文尼亞的湖泊，位於該國西南部內卡尼奧拉地區，處於帕爾奇耶以北，長1.5公里、寬0.5公里，面積1平方公里，最大水深25米。